# أميد (قمر اصطناعي)
أميد (بالفارسية: امید، أي «أمل»)  هو أول قمر صناعي إيراني من صنع محلي، أعلن بتاريخ 2 فبراير/شباط 2009 إتمام عملية إطلاقه على متن الصاروخ «سفير 2». وقد جاء ذلك متزامناً مع الذكرى الثلاثين للثورة الإيرانية الإسلامية. القمر مصنوع بشكل كامل في إيران وهو من النوع الخفيف ووظيفته تتركز بالقيام باتصالات مع محطة ارضية لاجراء قياسات مدارية، وهو يقوم بخمسة عشر دورة حول مدار الأرض خلال 24 ساعة وتتم مراقبته من المحطة الأرضية مرتين عند كل دورة. قام ب700 دورة حول الأرض منذ إطلاقه وارسل معلومات وتلقى أخرى من المحطات الأرضية وانتهت مهمته في 20 مارس 2009 بعد استكمال مهمته بنجاح.

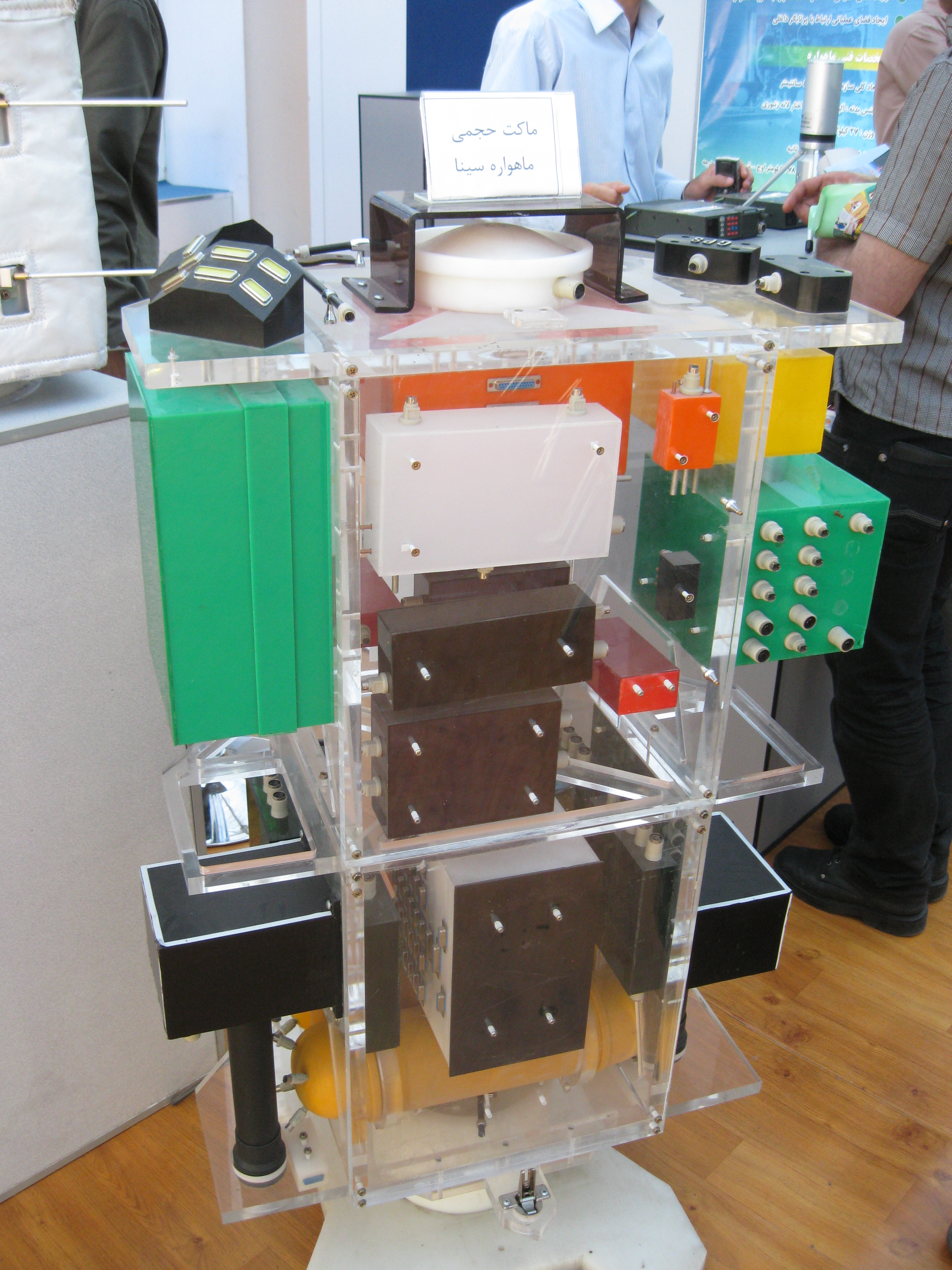
القمر الصناعي الإيراني أميد

## التصنيع والإطلاق
مهمة القمر الصناعي سلمية ومن حق كل الدول الاستفادة من هذه التكنولوجيا، بينما أعربت دول غربية عن مخاوفها من هذه الخطوة خشية أن تستخدم إيران القمر لإطلاق صواريخ بعيدة المدى قادرة ربما على حمل رؤوس نووية. وكانت إيران قد أعلنت في شهر أغسطس/آب عام 2008 قيامها باختبار ناجح لإطلاق صاروخ فضائي قادر على حمل قمر صناعي ووضعه في مدار حول الكرة الأرضية[ ؟ ]. شككت حينها دول غربية بصحة الخبر، من بينها على سبيل المثال فرنسا التي قالت ان «الصاروخ لا يتمتع بقدرات للعمل خارج طبقات الجو». وكذلك صرح مسؤول أمريكي هام من البنتاغون لشبكة سي إن إن بأن «الإيرانيون لم ينجحوا في إطلاق الصاروخ»، قائلاً أن وزارة الدفاع لديها معلومات استخباراتية تشير إلى أن الصاروخ الذي أعلنت إيران عن إطلاقه، «لم يحقق الهدف المخطط له.».
كشف الرئيس الإيراني محمود أحمدي نجاد عن أن «العدو» حاول التشويش إلكترونيا على عملية إطلاق القمر الصناعي الإيراني وضرب اميد . عملية إطلاق الصاروخ سفير 2 الذي كان يحمل القمر الصناعي أميد تأجلت مرتين بسبب سوء الأحوال الجوية، ولكن بعد أسبوعين من الموعد الأول للإطلاق وفي عصر اليوم الذي قررت طهران إطلاق القمر، رُصدت طائرتا «أواكس» تابعتان ل«العدو» تحلقان على ارتفاع شاهق فوق الأجواء الإيرانية وترسلان أمواجاً إلكترونية تشويشية الأمر الذي أثّر سلبا على النظام الإلكتروني لإطلاق القمرالصناعي الإيراني.
في مارس 2009 أعلن رئيس وكالة الفضاء الإيرانية رضا تقي بور أن القمر الصناعي أميد نفذ بنجاح جميع مهامه الموكلة اليه على مدى شهر من إطلاقه إلى الفضاء.

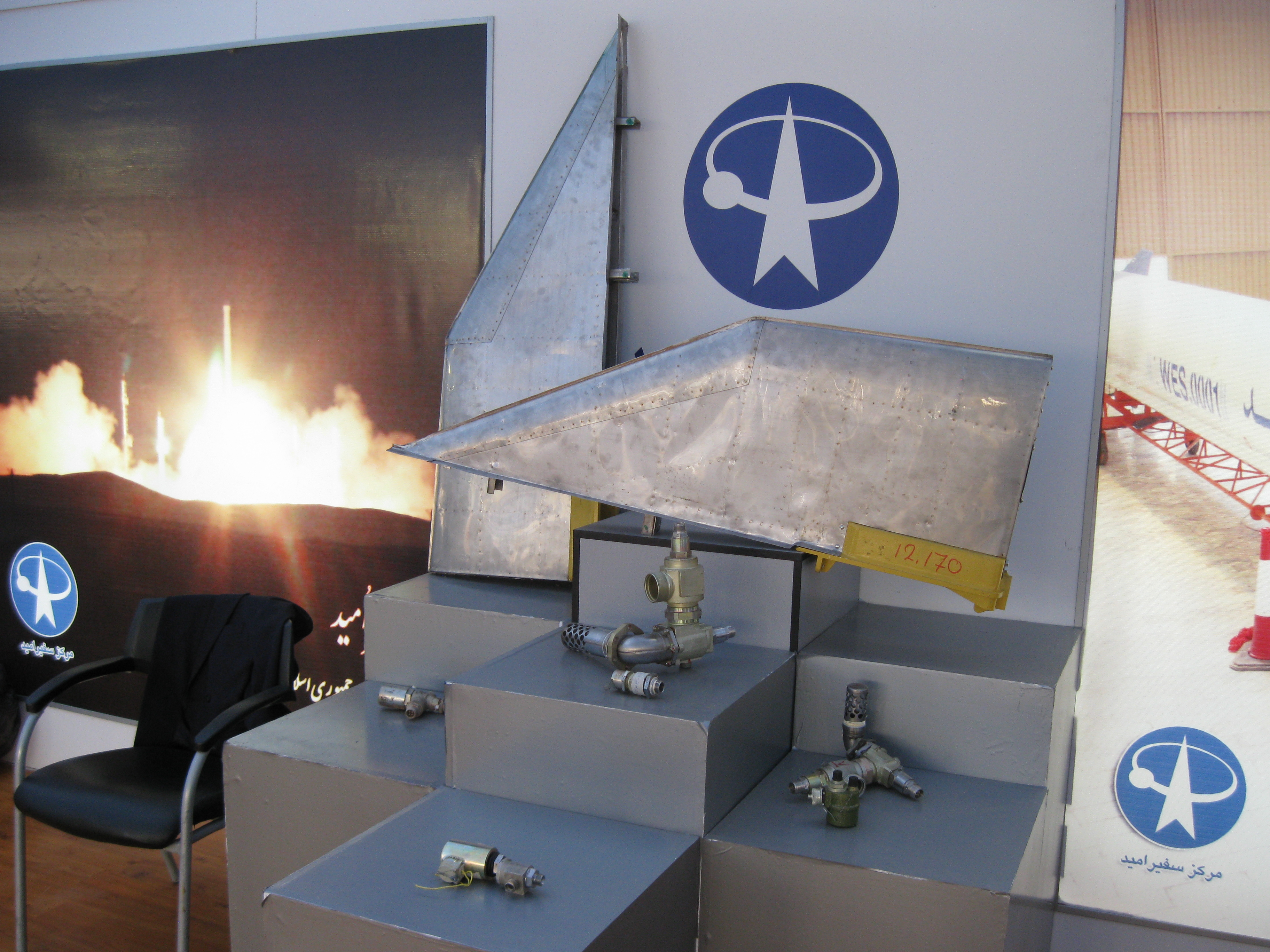
أجزاء من القمر الصناعي أميد

## أميد على العملات الورقية
قامت حكومة إيران ولكي تخلد إنجازاتها بإعطاء الإذن للمصرف المركزي باستخدام صور أميد ومنصة إطلاقه على عملتين ورقيتين.

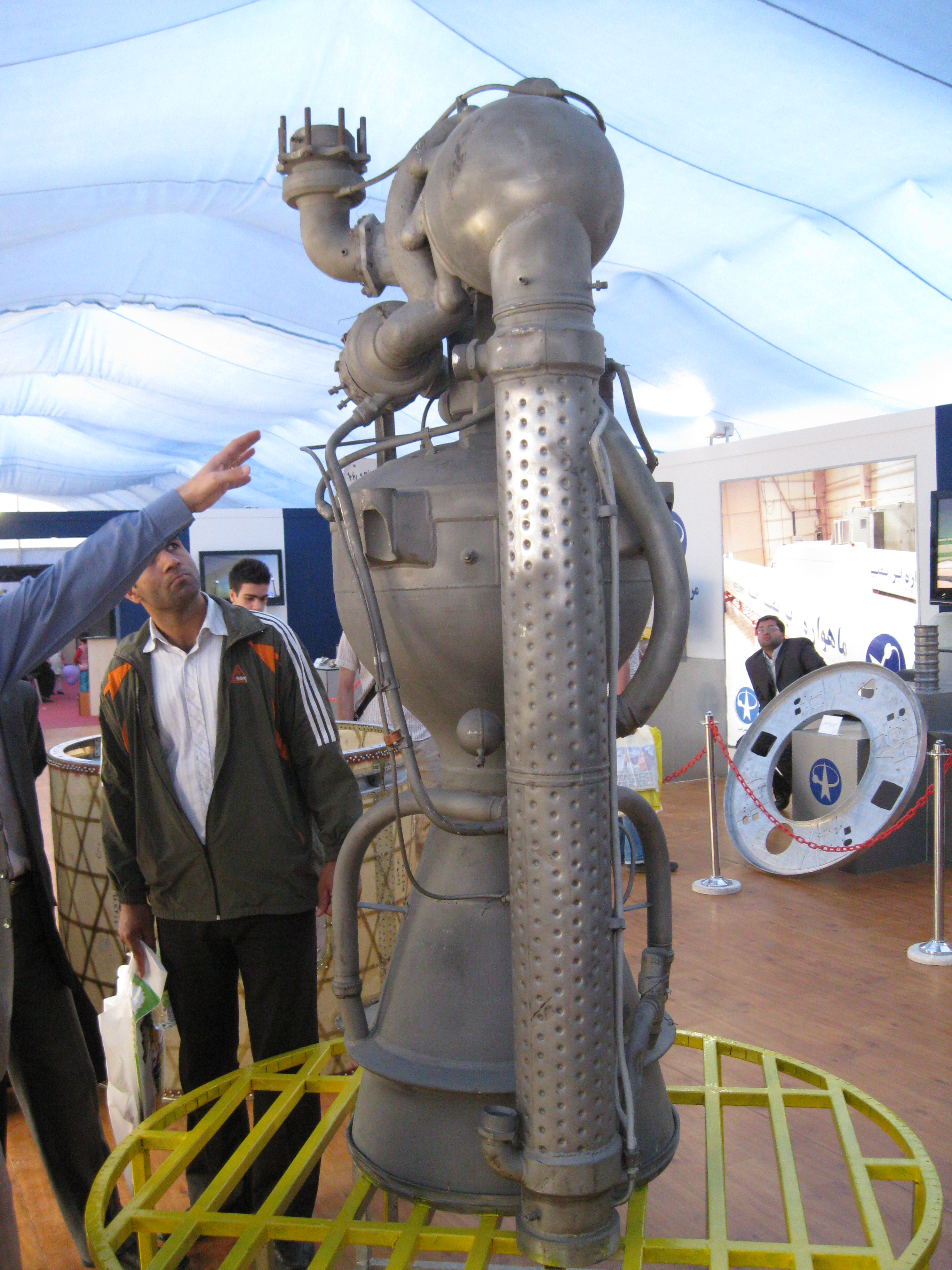
محرك الصاروخ الفضائي الإيراني سفير 2

## مواضيع ذات صلة
- نور-1 (قمر اصطناعي)
- نور-2 (قمر اصطناعي)
- نور-3 (قمر اصطناعي)
- وكالة الفضاء الإيرانية
- سفير 2
- نويد (قمر صناعي)
- كاوشكر (عائلة صواريخ)
- محرك آرش الفضائي
- برنامج الصواريخ الإيرانية
- الطائرات الايرانية بدون طيار
- ناهيد 1 (قمر اصطناعي)
- قاصد 1
- رصد-1 (قمر اصطناعي)
- سيمرغ (صاروخ)
- محرك سلمان الفضائي
- ذو الجناح (صاروخ فضائي)
- كاوشكر (عائلة صواريخ)
- محرك آرش الفضائي
- قاعدة الإمام الخميني الفضائية
- كبسولة بيشكام
- سينا 1
- مركز شاهرود الفضائي
- قائم 100
- فجر (قمر صناعي)
- أميد (قمر اصطناعي)
- القوة الجوفضائية لحرس الثورة الإسلامية